# سماك بن حرب
سماك بن حرب أبو المغيرة الكوفي، تابعي وأحد رواة الحديث النبوي، من أهل الكوفة. أدرك 80 من الصحابة. لكنه سيئ الحفظ، وتجنب محمد بن إسماعيل البخاري إخراج حديثه في صحيح البخاري لذلك.

## سيرته
هو سماك بن حرب بن أوس بن خالد بن نزار بن معاوية الذهلى البكري، أخو محمد بن حرب، وإبراهيم بن حرب، كان فصيحًا مفوهًا، وكان يقول: «أدركت ثمانين من أصحاب النبي ﷺ وكان قد ذهب بصري، فدعوت الله تعالى، فرد علي بصري»، مات سنة 123 هـ.

## روايته للحديث النبوي
- روى عن: أخيه إبراهيم بن حرب، وإبراهيم بن يزيد النخعي، وأنس بن مالك، وأَبِي صالح باذام مولى أم هانئ، وتميم بن طرفة، وثروان بْن ملحان، وثعلبة بْن الحكم الليثي، وله صحبة، وجابر بن سمرة، وجعفر بْن أَبي ثور، والحسن البصري، وأَبِي ظبيان حصين بْن جندب الجنبي، وحميد ابْن أخت صفوان بْن أمية، وحنش الكناني، وسعيد بن جبير، وسُلَيْمان بْن أَبي صالح مولى عقيل بْن أَبي طالب، وأَبِي صفوان سويد بْن قيس، وسَيَّار بْن معرور التميمي المازني، والضحاك بن قيس الفهري، وطارق بْن شهاب، وعامر الشعبي، وعباد بْن حبيش الكوفي، وعَبْد اللَّهِ بْن جبير الخزاعي، وعبد الله بن الزبير بن العوام، وعَبْد اللَّهِ بْن ظالم المازني، وأَبِي سلامة عَبد اللَّهِ بْن عميرة بْن حصن، ويُقال: عَبد اللَّهِ بْن حصين العجلي، وأَبِي المهاجر عَبد اللَّهِ بْن عميرة القيسي، وعَبْد اللَّهِ بْن عميرة قائد الأعشى فِي الجاهلية، وعَبْد اللَّهِ بْن عميرة صاحب الأَحنف بْن قيس، وعبد الرحمن بن عبد الله بن مسعود، وعبد الرحمن بن القاسم بن محمد بن أبي بكر، وعبد الرحمن بن أبي ليلى رجل من قريش، وعكرمة مولى ابن عباس، وعلقمة بْن وائل بْن حجر الحضرمي، وقابوس بْن المخارق بْن سليم، والقاسم بن عبد الرحمن بن عبد الله بن مسعود، والقاسم بْن مخيمرة، وقبيصة بن هلب الطائي، ومحمد بن حاطب الجمحي، وأخيه محمد بن حرب الذهلي، ومري بْن قطري، ومصعب بن سعد بن أبي وقاص، ومعاوية بن قرة المزني، وموسى بن طلحة بن عبيد الله، والنعمان بن بشير، والنعمان بْن سالم، وهانئ بن أم هانئ، ويزيد بْن دثار بْن عُبَيد بْن الابرص، وأَبِي الربيع المدني، وقرصافة صاحبة عائشة.
- روى عنه: إبراهيم بن طهمان، وإدريس بْن يزيد الأَودِيّ، وأسباط بْن نصر الهمداني، وإسرائيل بن يونس، وإسماعيل بْن أَبي خالد، وأيوب بْن جابر الحنفي، والجراح بْن الضحاك الكندي، والجراح بْن مليح الرؤاسي، وأَبُو الأشهب جعفر بْن الحارث النخعي، وأَبُو يونس حاتم بْن أَبي صغيرة، وحجاج بن أرطاة، والحسن بْن صالح بْن حي، وحفص بْن جميع، وحماد بن سلمة، وداود بن أبي هند، وزائدة بن قدامة، وزكريا بْن أَبي زائدة، وزهير بن معاوية، وزياد بْن خيثمة، وابنه سَعِيد بْن سماك بْن حرب، وسفيان الثوري، وسُلَيْمان بْن قرم بْن معاذ الضِّبِّيّ، وسليمان الأعمش، وأبو الأحوص سلام بن سليم، وشريك بن عبد الله النخعي، وشعبة بن الحجاج، وشيبان النحوي، وعبد الرحمن بْن عَبد اللَّهِ المسعودي، وعُمَر بْن عُبَيد الطنافسي، وعُمَر بْن موسى بْن وجيه الوجيهي، وعَمْرو بْن أَبي المقدام ثَابِت بْن هرمز، وعَمْرو بْن أَبي قيس الرازي، وعنبسة بْن الأزهر، وعنبسة بْن سَعِيد الأسدي قاضي الري، وقيس بن الربيع، ومالك بن مغول، ومحمد بْن الفضل بْن عطية، ومغيرة بْن مقسم الضبي ومفضل بْن صالح، وناصح أَبُو عَبْد اللَّهِ المحلمي الكوفي، ونصير بْن أَبي الأشعث، والوضاح بن عبد الله اليشكري أَبُو عوانة، والوليد بْن أَبي ثور، وياسين الزيات، ويزيد بْن عطاء اليشكري.[2]
- الجرح والتعديل:[3][1][2]
  - قال أبو أحمد بن عدي الجرجاني: «له حديث كثير مستقيم إن شاء الله كلها، وقد حدث عنه الأئمة وهو من كبار تابعي الكوفيين وأحاديثه حسان عن من روى عنه وهو صدوق لا بأس به».
  - قال أبو إسحاق السبيعي: «خذوا العلم من سماك بن حرب، وقال: عليكم بعبد الملك بن عمير وسماك بن حرب»
  - قال أبو بكر البزار: «رجل مشهور، لا أعلم أحدا تركه، تغير قبل موته»
  - قال أبو حاتم الرازي: «صدوق ثقة»
  - قال ابن حبان: «يخطئ كثيرا»
  - قال أحمد بن حنبل: «سماك أصح حديثًا من عبد الملك بن عمير، وقال: مضطرب الحديث.»
  - قال أحمد بن شعيب النسائي: «ليس به بأس، وفي حديثه شيء»، وقال: «ليس بالقوي».
  - قال أحمد بن صالح الجيلي: «جائز الحديث إلا أنه كان في حديث عكرمة يصل الشيء لابن عباس، لم يترك حديثه أحد».
  - قال ابن حجر العسقلاني: «إن كان صدوقا ربما لقن فإذا انفرد بأصل لم يكن حجة، وروايته عن عكرمة خاصة مضطربة، وقد تغير بأخره فكان ربما تلقن»
  - قال الدارقطني: «سيئ الحفظ».
  - قال الذهبي: «ثقة ساء حفظه، أحد أعلام الكوفة»
  - قال يحيى بن معين: «ثقة، عابه إسناده أحاديث لم يسندها غيره»
  - قال يعقوب الفسوي: «مضطرب»
  - قال يعقوب بن شيبة: «صالح وليس من المثبتين، روايته عن عكرمة مضطربة وهو في غير عكرمة صالح ومن سمع منه قديما مثل سفيان وشعبة فحديثه عنه صحيح مستقيم».
- استشهد بِهِ الْبُخَارِيّ فِي الجامع ولم يرو له، وروى له في كتاب القراءة خلف الإمام وغيره، وروى له الباقون.